# Microdon currani
Microdon currani är en tvåvingeart som beskrevs av Goot 1964. Microdon currani ingår i släktet myrblomflugor, och familjen blomflugor. Inga underarter finns listade i Catalogue of Life.